# FC Puuma
Der FC Puuma Tallinn, kurz: FC Puuma, in Estnisch Jalgpalliklubi Puuma, ist ein estnischer Fußballverein aus Tallinn, der 1981 gegründet wurde, und der 2011 in der Esiliiga, der zweithöchsten estnischen Spielklasse, spielt.

## Geschichte
Der FC Puuma Tallinn wurde im Oktober 1981 als Schülermannschaft in Tallinn von dem usbekischen Fußballspieler Aleksandr Pak und dem Lehrer Helle Mäesepp gegründet. Im März 1984 kam der Zusatz „Puuma“ (estnisch für Puma) dazu. Der erste Trainer war Aleksandr Pak, der nach der Gründung sechs Jahre im Amt war. Seit 1992 ist der Russe Vitaly Kobashov Klubpräsident, der auch schon die Aufgabe des Trainers innehatte.
Im Jahr 2005 stieg der Verein in die zweite Liga auf, sah allerdings keine Perspektive in der Entwicklung der Spieler, die im jungen Alter dem Team angehörten. Der FC Puuma ist ein reiner Ausbildungsklub, der Jugendliche für Vereine aus der Meistriliiga und die Estnische Fußballnationalmannschaft vorbereitet sowie in einer Fußball-Akademie ausbildet.
Jährlich in den Sommermonaten nimmt der FC Puuma mit den Jugendmannschaften an internationalen Turnieren teil, unter anderem in Göteborg, Barcelona an der Costa Blanca in Vassa und Turku sowie Prešov. Finanzielle Unterstützung leistet die Estnische Wirtschaft durch Sponsoren wie McDonald’s und Tallink, seit 2002 auch vom Estnischen Fußballverband.
Im Jahr 2011 wird der Verein an der Esiliiga 2011 teilnehmen, nachdem Puuma Tallinn als Tabellenerster der Esiliiga aufgestiegen war. Am ersten Spieltag der Saison 2011 gewann das Team auswärts mit 7:3 gegen den FC Valga Warrior.

## Spieler
- Sergei Pareiko (1989–1990) Jugend,
- Artur Kotenko (1992–1993) Jugend,